# Ilovik (Mali Lošinj)
Ilovik (olaszul: Asinello) falu Horvátországban Tengermellék-Hegyvidék megyében. Közigazgatásilag Mali Lošinjhoz tartozik.

## Fekvése
Az azonos nevű sziget északkeleti öblében Mali Lošinjtól 10 km-re délkeletre fekszik. A sziget egyetlen települése. Ilovik szigetének hosszúsága 4 km, legnagyobb szélessége 2 km. Legmagasabb pontja a 92 méter magas Did a sziget közepén található. Másik két magaslata a keleti részen levő Vela Straža (91 méter) és a nyugati részen levő Krišine (77 méter). Legdélibb és legkeletibb pontja a Radovan-fok, legnyugatibb pontja a Široki-fok. Legnagyobb öble a Paržine, melynek homokos strandja van. A sziget 1,6 km-re fekszik Lošinj szigetétől délkeletre, keletről a Szent Péter (Sv. Petar) sziget és csatorna határolja. Az Ilovik és Sv. Petar közötti csatorna 2,5 km hosszú és 300 méter széles.

## Történelme
A sziget első ismert lakói az illírek voltak, akik a "Vela Straža" nevű magaslatra várat építettek. Ugyancsak illír erőd volt a szomszédos Szent Péter-sziget "Strižine" nevű magaslatán is, melynek nyomai még ma is láthatók. Az illírek után a rómaiak érkeztek. Mindkét sziget gazdag a római emlékekben is. Ilovikon számos falmaradvány, értékes pénzérmék és gazdag mellékletekkel rendelkező sírok, Szent Péteren egy nyaraló és gazdasági célokra szolgáló "villa rustica" maradványai és a temető területén egy ókeresztény szarkofág került elő. A Nyugatrómai Birodalom bukása után keleti gótok érkeztek ide, majd a 6. és a 10. század között bizánci uralom alatt volt. Vela Straža vára alatt a "Sućadrija" nevű helyen, az azonos nevű öböl közelében tárták fel az ókeresztény Szent András templom oldalfalait és apszisát. A szakemberek szerint a templom az 5. – 6. században épült és bizánci hatást mutat. A horvátok ősei a 8. században telepedtek itt meg és a sziget a 10. századra a Horvát Királyság része lett.
A sziget első írásos említése 1071-ben „Neumae Insulae” néven történt. A 13. században „Sanctus Petrus de Nimbis” és később „San Pietro dei Nembi” alakban szerepelt. A betelepülő horvátok a kisebb szigetnek a „Sv. Petar”, a nagyobbiknak a „Tovarnjak” nevet adták. Később a név „Sveti Petar”, illetve „Sveti Petar Ilovik” alakra változott. A lošinji bencések a 11. század végén érkeztek ide IV. Krešimir horvát király hívására. Az itt felépített kolostort Szent Péter tiszteletére szentelték, valószínűleg a sziget is róla kapta a nevét. A bencés kolostort ókori és bizánci épületek maradványaira építették és a munkák egészen 1280-ig tartottak, amikor a sziget az osori püspökség birtoka lett. A sziget lakói ebben az időben főként a bencés apátság napszámosai voltak. Legnagyobb részük Vela Lošinjból érkezett. Az egykori kolostor romjai ma is láthatók, külső falai a mai temető kerítéseként szolgálnak. A háromhajós román stílusú Szent Péter templom a 19. század végén dőlt össze.
1102-től a Kvarner szigeteivel, Dalmáciával és Horvátország többi részével együtt a magyar királyok uralma alá került. A 15. század elején a sziget Velencei Köztársaság része lett. 1597-ben a velenceiek az uszkókok elleni védelem céljából a Szent Péter szigeten felépítették négyszögletes erődítményüket a „Forticát”. A mai Ilovik település a 18. század végére fejlődött ki. 1797-ben Napoléon Bnaparte tábornok megdöntötte a Velencei Köztársaságot. Az osztrák uralom idején 1813 és 1918 között közigazgatásilag Isztriához csatolták, melynek tartományi székhelye Trieszt volt. A település 1867-től 1918-ig az Osztrák–Magyar Monarchia része volt. Az osztrák uralom alatt fokozatosan üdülőhellyé építették ki. A két legnagyobb homokos öblöt sétánnyal kötötték össze. 1885-ben megépült a világítótorony, bevezették a kataszteri nyilvántartást. Ilovik kikötője 1895-ben épült ki. Hajók mindig is horgonyoztak a sziget előtt, de a kikötő építése csak a 19. század végén jelentkezett igényként, amikor az addig nagyrészt földművelő lakosság egyre inkább a halászat felé orientálódott. A legjobb halászterületek a szigettől délkeletre, a Paržine-öböl és a Grujica-sziget között voltak, ez a tengerrész még mindig a durbincs legnagyobb halászterülete az Adria horvát részén. Nagyobb számban van itt tonhal is, mint a Kvarner más területein. 1912-ben az ilovikiak az elsők között voltak az adriai halászat területén. A lakosság későbbi, 1960-as évektől kezdődő kivándorlásának fő oka éppen az értékesítés lehetetlenné tétele, a halászatból származó jövedelmek visszaesése volt.
A sziget az 1920-as rapallói szerződés értelmében olasz uralom alá került, melynek radikális olaszosítás lett a következménye. A hivatalos nyelv az olasz lett és a személyneveket is olaszosították. A német megszállás 1943-tól 1945-ig tartott. 1945 és 1990 között Jugoszlávia része volt. A kommunista hatóságok agrárreformot vezettek be, mely a szigetre nézve súlyos következményekkel járt. A halászatból származó bevételek visszaestek, majd az 1960-as években tömeges kivándorlás kezdődött. A politikai és gazdasági okok következtében a lakosság fele hagyta el az országot. A legtöbben csónakokon menekültek a közeli Olaszországba, majd onnan az Egyesült Államokba. Az önálló horvát állam megalakulása után Ilovik is Horvátország része lett. 2011-ben a szigetnek 78 lakosa volt.

## Lakosság

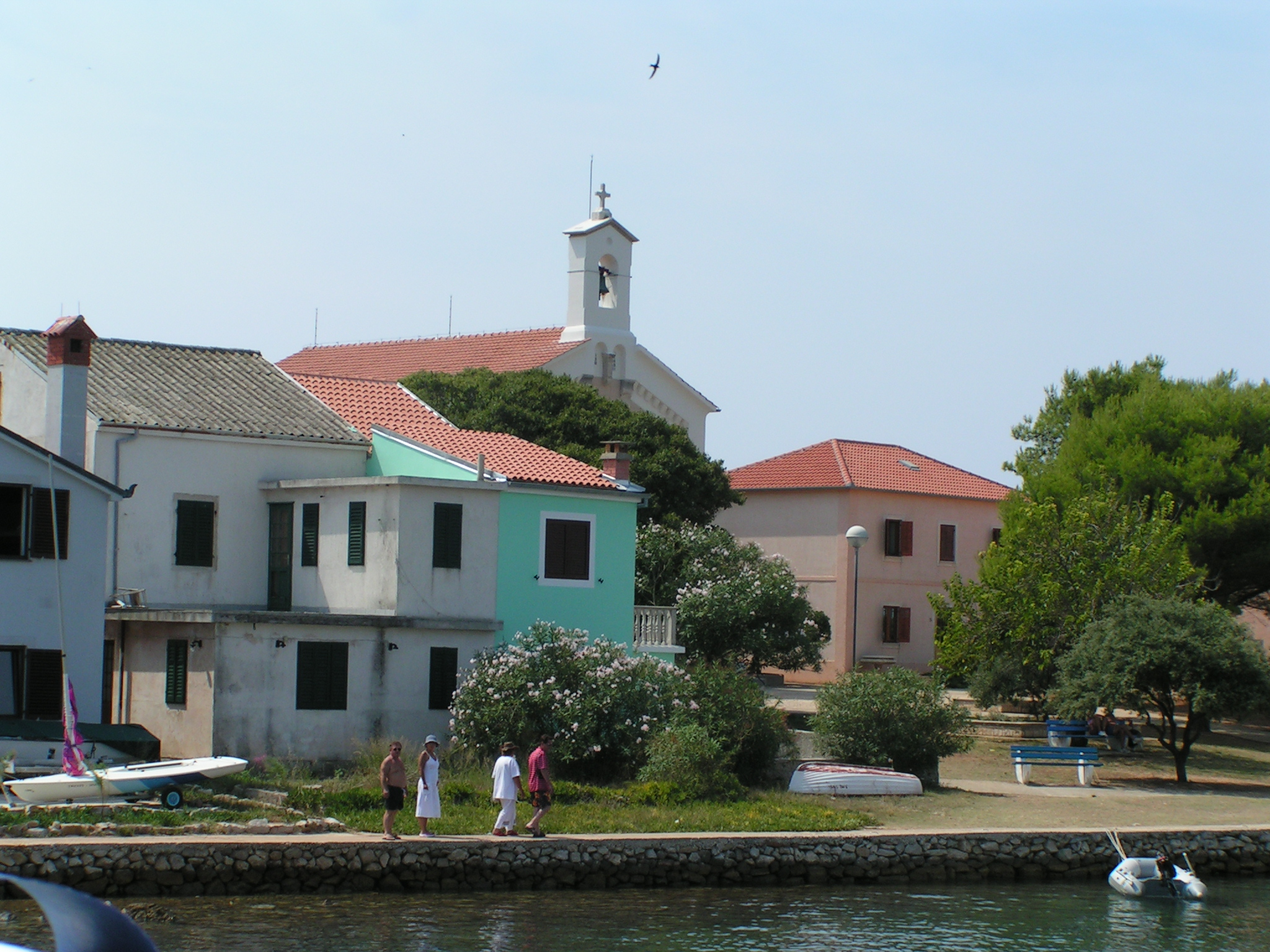
Ilovik központja a plébániatemplommal

| Lakosság változása | Lakosság változása | Lakosság változása | Lakosság változása | Lakosság változása | Lakosság változása | Lakosság változása | Lakosság változása | Lakosság változása | Lakosság változása | Lakosság változása | Lakosság változása | Lakosság változása | Lakosság változása | Lakosság változása | Lakosság változása |
| ------------------ | ------------------ | ------------------ | ------------------ | ------------------ | ------------------ | ------------------ | ------------------ | ------------------ | ------------------ | ------------------ | ------------------ | ------------------ | ------------------ | ------------------ | ------------------ |
| 1857               | 1869               | 1880               | 1890               | 1900               | 1910               | 1921               | 1931               | 1948               | 1953               | 1961               | 1971               | 1981               | 1991               | 2001               | 2011               |
| 385                | 387                | 400                | 452                | 453                | 471                | 512                | 473                | 393                | 399                | 346                | 213                | 147                | 145                | 104                | 78                 |

## Nevezetességei
- Szent Péter és Pál apostolok tiszteletére szentelt plébániatemploma a 19. században épült. A sziget első lakói még a bencés kolostor Szent Péter templomába jártak istentiszteletre, amikor azonban ez a templom rossz állapotba került új templom építését határozták el. Az új templom a falu központjában épült fel. A templomot nemrég teljesen felújították, melyhez nagy anyagi segítséget kaptak a New York-i Szent Péter és Pál Társaságtól, mely számos iloviki kivándoroltat tömörít az Egyesült Államokban.[2]
- Az egykori Szent Péter templom és kolostor romjai a temetőben. A lošinji bencések a 11. század végén érkeztek ide és az itt felépített kolostort Szent Péter tiszteletére szentelték, valószínűleg kezdetben a sziget is róla kapta a nevét. A bencés kolostort ókori és bizánci épületek maradványaira építették és a munkák egészen 1280-ig tartottak, amikor a sziget az osori püspökség birtoka lett. A kolostor a 18. században, a templom a 19. század végén dőlt össze. Romjai ma is láthatók, külső falai a mai temető kerítéseként szolgálnak. A sziget lakói kezdetben halottaikat a lošinj szigeti Martvaška öbölbe („mrtvačeva uvala“, azaz „a halottak öble”) szállították át és a vela lošinji temetőbe temetkeztek. Amikor azonban a 18. században a szigeten állandó település jött létre az egykori kolostor falain belül kezdtek temetkezni. A régi hajóval történt temetkezés emléke azonban a mai napig is fennmaradt abban a tréfás mondásban, hogy ők a legjobb tengeri népek világon, mert a haláluk után is hajóznak.[2]
- A Fortica[5] az egykori velencei erőd maradványa. Az erőd 1597 és 1600 között épült az uszkókok támadásai ellen. A sziget ugyanis a középkortól gyakori fosztogatásoknak volt kitéve. Az erődben egy kapitány vezetésével állandó, jól felfegyverzett őrség tartózkodott. A kapitányok között ismert vela lošinji velencei családok (Leva, Petrina) tagjai is voltak. Az erődöt a napóleoni időkben a franciák foglalták el, de 1806-ban egy angol-francia összecsapásban megsérült. Az osztrák-magyar uralom idején mellé épült a kikötői parancsnokság épülete, majd az olasz hatóságok idején vámhivatalként működött. A II. világháború idején egy bombatámadásban az egész épületegyüttes megsemmisült.[2]
- „Villa Rustica“ római nyaraló és gazdasági épület maradványa a Szent Péter-szigeten. Ilovikon is találhatók római falmaradványok, előkerültek római pénzek és sírok, valamint a mai temető területén egy római szarkofág is.[2]
- Strižine - bronzkori erődítmény maradványa a Szent Péter-szigeten. Az erőd a sziget körüli hajóforgalmat ellenőrizte és védte a lakosságot a támadásoktól. Az iloviki Vela Stažán is állt egy bronzkori erőd, melynek szintén láthatók nyomai.[2]
- Ilovik – Sućadrija, a Szent András templom maradványai. Az 5. és 6. században épített korai keresztény templom oldalfalait és apszisát tárták fel. A templom helye már régebb óta ismert volt, de csak nemrég bontották ki az alól a nagy kőhalom alól ami befedte. A patkó alakú apszis bizánci hatást mutat. Az itt talált ókori kőtöredékek és római cserépmaradványok alapján bizonyos, hogy közelében római épületek is álltak. A templomot valószínűleg a 12. században rabolták ki és gyújtották fel.[2]
- A 11. századi Szent Péter templom és bencés kolostor romjai. A templomot és a kolostort a 11. században építették a Krešimir király által Lošinj szigetéről 1071 körül ide hívott bencések. Valószínűleg a sziget is a templomról kapta az eredeti nevét. Az épületegyüttes helyén korábban római és bizánci épületek álltak. A bencések itteni működése 1280-ig tartott, amikor az épületegyüttes az osori püspökség birtokába ment át. A kolostorból mára csak a szélső falak maradtak meg, melyek a temető kerítéséül szolgálnak. A háromhajós Szent Péter templom a 19. század végén dőlt romba.[2]
- Antik hajóroncs a 2. századból. A sziget északnyugati partja közelében süllyedt el a 2. században az a hajó, mely amforákban bort és más árukat szállított Dél-Itáliából az Adria északi részére. A sziget öbleiben még számos víz alatti lelet található a rómaiak idejéből.[2]
- Az iloviki olajprésmalom. Ilovik régi hagyományokkal rendelkezik elsősorban az olívaolajtermelés, a szőlészet és a konyhakertészet terén. Az egykori intenzív olajtermelés bizonyítéka a település központjában fennmaradt olajprés és a különböző méretű, olaj tárolására használt kőedények, melyekkel a sziget számos pontján találkozhatunk. Jobb termés esetén egyes családok akár tíz hektoliter olajat is elő tudtak állítani.[2]
- A település központjában egy 12 méter mélységű kút a Studenac található, mely körül ma is minden év június 29-én Péter napján összegyűlnek a helyiek és az innen elszármazottak és dallal, tánccal ünneplik védőszentjük ünnepét. Az öregek még emlékeznek azokra az időkre, amikor minden fiatal régi táncokat járt, tüzeket gyújtott és koledát (régi regősénekeket) énekelt. Ma már kevés fiatal él a szigeten, de az ilovikiak így is fiatalosak és hosszú életűek. A statisztikák szerint az országban itt a legmagasabb a várható életkor. Ilovikon ma sincs vízvezeték, a vizet kutakból, ciszternákból nyerik, de szárazság idején sokszor hajón szállítják ide. Elektromos áram is csak 1968-óta van a szigeten.[2]